# Wohlfahrtia magnifica
Wohlfahrtia magnifica es un díptero de la familia de los sarcofágidos. Es parásito obligado en el estado larvario, y agente de la miasis. Los adultos tienen un tamaño aproximado de unos de 6-10 mm de longitud. Las larvas pueden llegar a los 20  mm de longitud.

## Biología y ciclo vital
Las moscas adultas son de coloración oscura y de una talla de unos 10 mm. El ciclo vital dura de 4 a 6 semanas. 
Las larvas van desde 1.5-2.0mm cuando se depositan hasta aproximadamente 15-20mm cuando maduran.
Las hembras adultas son larvíparas, llegando a producir hasta un total de 150 larvas a lo largo de su vida, depositándolas directamente sobre las mucosas de los ojos, nariz, boca o genitales, o al borde de pequeñas heridas causadas por otros insectos. Las larvas maduran en 4 a 8 días destruyendo los tejidos de los que se alimentan. Después caen al suelo, forman pupas y los adultos emergen 4 a 11 días después.

## Miasis
W. magnifica es un díptero productor de miasis. La miasis, desde un punto de vista ecológico es “la utilización de tejidos de animales vivos como hábitat para completar su ciclo biológico por parte de determinadas especies de dípteros”. 
W.magnifica es agente de miasis obligada, ya que sus larvas son parásitas estrictas, se nutren siempre de tejidos vivos, nunca de carroña.
W. magnifica puede ocasionar miasis traumáticas,  nasales, bucales, sinusales,  ocular,  auricular, anal y vaginal. La miasis oral es muy rara en personas sanas, se produce principalmente en los trópicos, y está asociada a personas que malviven carentes de recursos. 
Las larvas de W. magnifica son  invasoras primarias, es decir, penetran a través de la piel intacta o aprovechando orificios naturales del hospedador.

## Distribución geográfica y prevalencia
Prevalece sobre todo en países Mediterráneos del sudeste de Europa, sudeste asiático,  Rusia, Oriente próximo y norte de África. Ataca a ovinos, bovinos, equinos, camélidos y a otros mamíferos, incluido el hombre. 
La abundancia varía regionalmente y en función del clima concreto. La tasa de desarrollo se determina por la temperatura ambiental, volviéndose más lenta a bajas temperaturas. Por lo general, viven en ambientes cálidos y áridos, es más probable observarlas en vuelo en días soleados de verano, de mayo a octubre en el hemisferio norte. Cuando bajan las temperaturas y la luz del día se acorta en el otoño, la especie entra en diapausa pupal. Las moscas adultas emergen en la primavera siguiente, cuando se calienta el suelo y los días se alargan.
Aunque su distribución puede depender de factores genéticos y del comportamiento de acogida, los grandes cambios en el clima pueden dar lugar a daños importantes. Cambios en su distribución con la consiguiente población mezcla, y los daños económicos. 
El cambio climático, por tanto, podría ser de gran ayuda para la expansión a largo plazo de esta especie termófila, consecuentemente una gran amenaza para el ganado y el humano.
De ordinario no afecta a perros y gatos.

## Prevención y control
La protección más eficaz que se ha logrado hasta ahora en animales ha sido con un tratamiento de diciclanil en forma de pour-on. 
Las infecciones establecidas pueden controlarse con algunos organofosforados y piretroides. Algunos de ellos (p.ej. triclorfón) aplicados como cremas o ungüentos a las heridas tras la esquila han logrado prevenir la infestación. 
Otros compuestos organofosforados clásicos (p.ej. clorfenvinfos, cumafós, diazinón) aplicados por aspersión al ganado inmediatamente tras la esquila también pueden lograr prevenir parcialmente este tipo de miasis.
Las endectocidas inyectables a las dosis terapéuticas usuales no han sido eficaces para la prevención de infestaciones en el campo.
Alguno de los tipos de miasis, como la miasis traumática, puede llegar a matar al huésped si no se las trata. 

## Especies similares
Algunas de las especies similares, como Wohlfahrtia vigilia y Wohlfahrtia opaca, son incapaces de penetrar la piel de animales  adultos; la infestación solo se puede producir en recién nacidos.

## Ejemplo de caso en humano
Caso de miasis gingival en humano debida a W.magnifica al sur de Irán. Se trataba de un iraní de cuatro años de edad que presentaba retraso mental, residente en Bardestan Village. Su caso fue remitido a varios médicos y dentistas, debido a su pérdida de peso y la gingivitis superior, llegando incluso a observarse una pérdida en los dientes centrales y laterales (21,12). Tras la extracción del diente central se observaron larvas en la cavidad dental. En total, en la encía superior, se localizaron 40 larvas. Las larvas fueron enviadas al Departamento de Parasitología y Micología de la Facultad de Medicina, Universidad de Shiraz, siendo identificadas como larvas de W.magnifica. Se indica en este trabajo que el alcoholismo, la senilidad, el retraso mental, hemiplejia y respirar por la boca durante el sueño pueden facilitar el desarrollo de miasis oral.

## Ejemplo de caso en animales
Casos de animales con miasis traumática en Italia. El estudio se llevó a cabo en siete granjas, dos en el centro de Italia y cinco en el sur. Fueron visitadas por la presencia de heridas infestadas con cresas. De las 3.129 ovejas examinadas el 96% tenían una miasis traumática. Un porcentaje muy elevado de animales infestados se encontraban solo en una de las granja. Las heridas fueron localizadas principalmente en la vulva y en el prepucio. Los animales infestados estaban inquietos y ansiosos. Ninguna de las 10 cabras examinadas en un rebaño infectado tenía heridas, mientras que un perro pastor de otro rebaño sí presentaba una herida en la oreja. Todas las larvas y los adultos encontrados fueron identificados en laboratorio como W.magnifica.  
Una investigación epidemiológica más amplia sobre la prevalencia, incidencia y estacionalidad de W. magnifica en la población italiana sería útil para entender su procedencia geográfica, y el riesgo de su difusión en Italia y a otras áreas no endémicas.

## Información adicional
- Gaglio G., Brianti E., Abbene S., Giannetto S. (2011) Genital myiasis by Wohlfahrtia magnifica (Diptera,Sarcophagidae) in Sicily (Italy). Parasitol. 109: 1471-1474.

- Fragkoua I.A., Papadopoulosb E., Stavrakakia S., Mavrogiannia V.S., Gallidis E. (2013) Observations in ovine myiosis in Greece, with special reference to clinical findings and treatment of genital myiosis. Small Ruminant Research. 110: 104-107.

- Wall R. (2012) Ovine cutaneous myiasis: Effects on production and control. Veterinary Parasitology. 189: 44-51

- Neval Sayin Ipek D., Ecmel Saki C., Cay M. (2012) The investigation of lipid peroxidation, anti-oxidant levels and some hematological parameters in sheep naturally infested with Wohlfahrtia magnifica larvae. Veterinary Parasitology. 187: 112-118.